# Марк Клатенбърг
Марк Клатенбърг (на английски: Mark Clattenburg) е английски професионален футболен съдия, ръководещ двубои от футболното първенство на английската Висша лига, както и двубои под егидата на ФИФА и УЕФА.
Клатенбърг е реферът, ръководил две от най-сериозните футболни събития през 2016 година, а именно финала на Шампионската лига и финала на европейското първенство по футбол.
На 17 август 2016 година свири двубоя от квалификациите за влизан в групите на Шампионска лига, между отборите на Лудогорец и Виктория Пилзен, игран на стадион „Васил Левски“ в столицата, и спечелен от българите с 2 – 0.